# Le Fait d'habiter Bagnolet

Le Fait d'habiter Bagnolet est une pièce de théâtre écrite en 2001 par Vincent Delerm, jouée à Rouen puis à Paris.
Lorsque Vincent Delerm était étudiant à la faculté de Rouen, il écrivait les textes qu'il jouait. Il a rencontré Sophie Lecarpentier, metteur en scène, qui a voulu les lire, mais le chanteur n'en était pas très fier. Il accepta d'écrire autre chose, juste avant la sortie de son premier disque.
Cette pièce décrit les monologues intérieurs de deux personnes avant leur premier baiser.
Une version DVD de la pièce jouée au Théâtre du Rond-Point est éditée en 2005. Elle est mise en scène par Sophie Lecarpentier, et jouée par Frédéric Cherbœuf et Marie Payen.
La pièce est relativement bien accueillie par les critiques, notamment celles de Télérama, Les Échos et France-Soir.

## Source
- Sébastien Bataille, Vincent Delerm de A à Z, Guides Music Book, 2005.